# St. Josef Krankenhaus Wien
Das St. Josef Krankenhaus ist ein 1930 von den Schwestern Salvatorianerinnen gegründetes, zur Vinzenz Gruppe gehörendes Krankenhaus im 13. Wiener Gemeindebezirk Hietzing und ist die größte Geburtsklinik in ganz Österreich. 2020 gab es 3.893 Geburten. 

## Geschichte

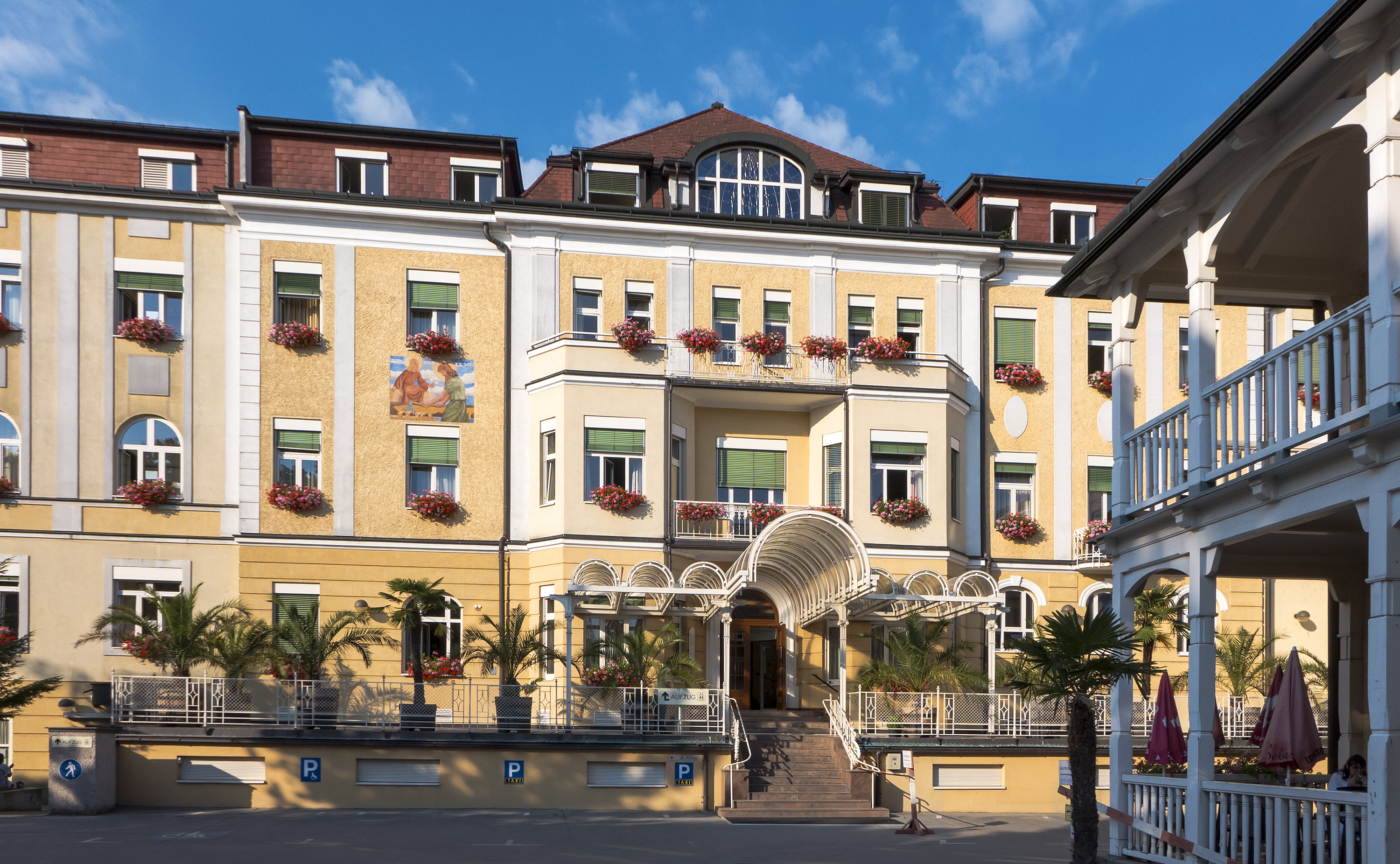
St. Josef Krankenhaus

Im Jahr 1930 übernahmen die Schwestern Salvatorianerinnen das Sanatorium Rosenthal in Hacking, eine ehemalige Nervenheilanstalt, um ein eigenes Krankenhaus zu betreiben. Bis zu diesem Zeitpunkt hatten sie mehr als 30 Jahre lang im Krankendienst des Maria Theresien Frauenhospitals gearbeitet. Nach einem nur fünfwöchigen Umbau konnte das St. Josef Krankenhaus am 19. Oktober 1930 durch den damaligen Bundespräsidenten Wilhelm Miklas feierlich offiziell eröffnet werden. Bischof Ernst Karl Jakob Seydl nahm die Weihe vor. In der ersten Phase nach der Eröffnung gab es eine Abteilung für Innere Medizin und eine für Chirurgie. 1935/36 wurde ein Zubau errichtet und die Abteilung für Gynäkologie & Geburtshilfe eröffnet.
Während des Zweiten Weltkriegs wurde das Krankenhaus hauptsächlich als Lazarett genutzt. Kurz nach dem Krieg gab es einen weiteren Ausbau und eine Kapelle wurde errichtet, in der 1953 die erste Messe gefeiert wurde. Auch in den 1950er und 1960er Jahren kam es zu weiteren Erweiterungen und Modernisierungen.
Am 1. Jänner 1976 und am 1. Jänner 1999 kam das jeweilige Wiener Neujahrsbaby im St. Josef Krankenhaus zur Welt.
Seit dem Jahr 2000 gibt es ein eigenes Gesundheitszentrum am St. Josef Krankenhaus, das SDS-Gesundheitszentrum. Gemeinsam mit zwei weiteren Ordenskrankenhäusern, dem Krankenhaus der Barmherzigen Schwestern in Gumpendorf und dem Orthopädischen Spital Speising wurde 2004 die Vinzenz Gruppe gebildet.

## Zertifizierungen
2009 erhielt das St. Josef-Krankenhaus das Qualitätsmanagement-Zertifikat gemäß proCumCert (pCC) inkl. KTQ. Im Zuge dessen wurde es auch als bestes erstzertifiziertes Krankenhaus im deutschsprachigen Raum ausgezeichnet.

## Die Geburtsstatistik 2020
Von den 3.893 Geburten im Jahr 2020 waren 52 Zwillingsgeburten und zwei Drillingsgeburten, eine davon ohne Kaiserschnitt. Insgesamt kamen 3.949 Babys zur Welt, davon waren es 1.990 Buben und 1.959 Mädchen. Das sind 485 Babys bzw. 476 Geburten mehr als im Jahr 2019 zuvor. Während bei den Buben „Jakob“ der beliebteste Name war, führte bei den Mädchen „Emilia“ die Liste der häufigsten Namen im Jahr 2020 an. Das Durchschnittsgewicht der Babys, die im St. Josef Krankenhaus Wien zur Welt kamen, lag bei 3.386 Gramm. Das schwerste Baby hatte 5.150 Gramm; das leichteste Kind, das auf der Neonatologie betreut wurde, brachte 985 Gramm auf die Waage. Am errechneten Geburtstermin kamen übrigens nur sechs Prozent aller Kinder zur Welt.